# Baíllo (Burgos)
Baíllo es una localidad del municipio burgalés de Merindad de Cuesta-Urria, en la comunidad autónoma de Castilla y León (España).

## Localidades limítrofes
Confina con las siguientes localidades:
- Al norte con Casares.
- Al noreste con Paralacuesta.
- Al sureste con Quintanalacuesta.
- Al oeste con Barruelo.

## Demografía
Evolución de la población
| Gráfica de evolución demográfica de Baíllo entre 2000 y 2017       |
|                                                                    |
| Población de derecho (2000-2017) según el padrón municipal del INE |

## Historia
Así se describe a Baíllo en el tomo XV del Diccionario geográfico-estadístico-histórico de España y sus posesiones de Ultramar, obra impulsada por Pascual Madoz a mediados del siglo XIX:

Villa en la provincia, audiencia territorial, capitanía general y diócesis de Burgos (15 leguas), partido judicial de Villarcayo (1 ½), ayuntamiento de la merindad de Cuesta Urría (1 ½). Situada la mitad del pueblo con la iglesia en una pequeña altura, y la otra mitad en una hondonada; goza de buena ventilación y clima frío, pero sano; las enfermedades comunes son inflamaciones y pulmonías. Tiene 11 casas; una iglesia parroquial (San Antolín) aneja de la de Para la Cuesta. Término: confina N Casares; E Quintana la Cuesta; S el río Tesla, y O Barruelo; en él se encuentra una ermita dedicada a Nuestra Señora. Terreno: es de mediana calidad; le cruza un arroyo que divide el pueblo. Los caminos son locales. El correo se recibe de Medina. Producciones: cereales, legumbres y patatas; cría ganado lanar y de cerda, y caza de perdices. Población: 5 vecinos, 19 almas. Capital productivo: 19.400 reales. Imponible: 935.
Diccionario geográfico-estadístico-histórico de España y sus posesiones de Ultramar